# Ferrymead Bays
El Ferrymead Bays es un club de fútbol de la ciudad de Christchurch, Nueva Zelanda. Fue fundado en 1972 y disputa la Mainland Premier League, competición que ganó en cinco oportunidades.

## Palmarés
- Mainland Premier League (5): 2002, 2006, 2011, 2012 y 2017.